# Раттельсдорф (Тюрингія)
Раттельсдорф (нім. Rattelsdorf) — громада в Німеччині, розташована в землі Тюрингія. Входить до складу району Заале-Гольцланд. Складова частина об'єднання громад Гюгелланд/Телер.
Площа — 3,65 км2. Населення становить 74 ос. (станом на 31 грудня 2021).

## Галерея

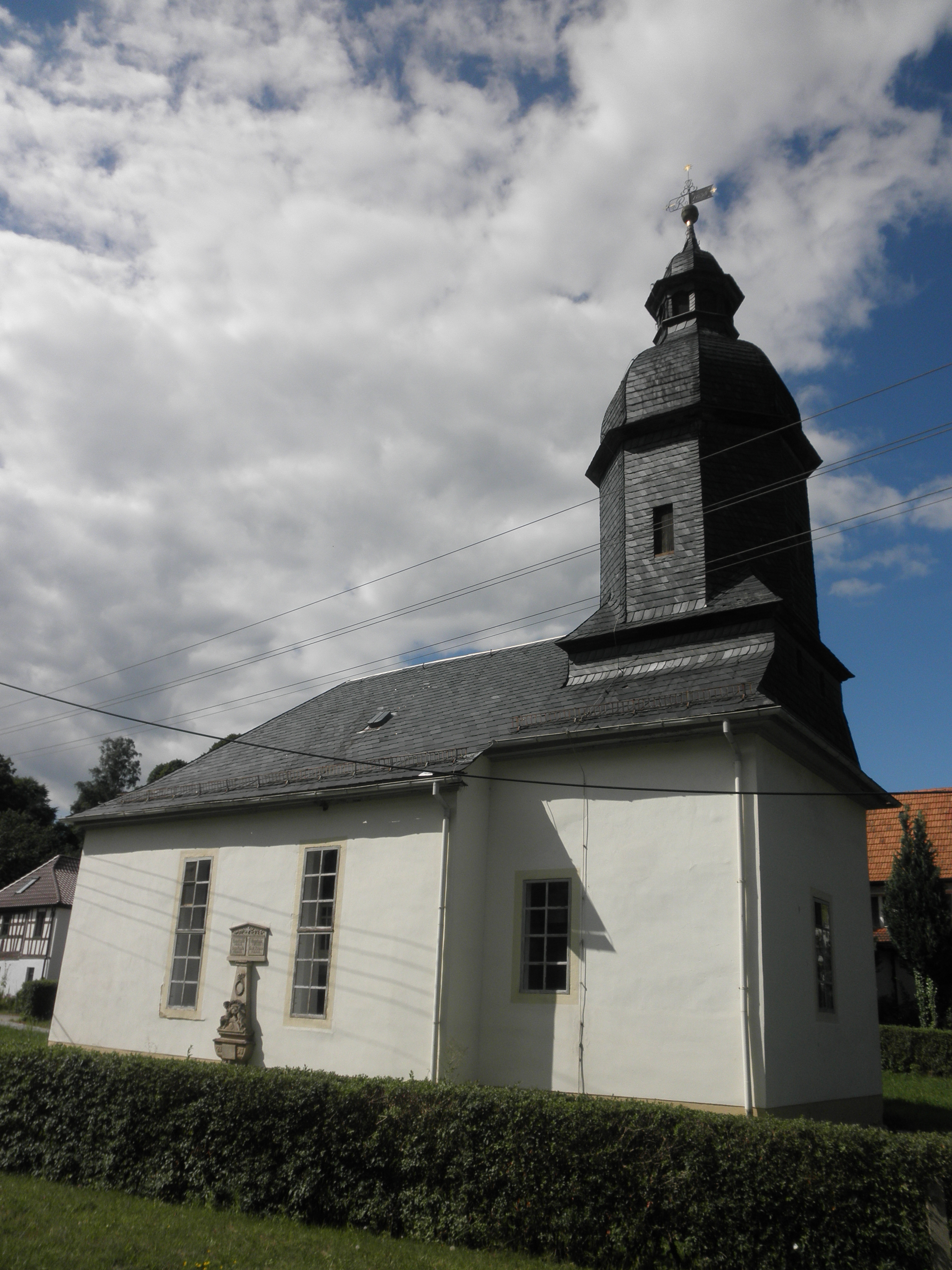